# 达米尔·比查尼奇
达米尔·比查尼奇（1985年7月29日—），克罗地亚男子手球运动员。他曾代表克罗地亚国家队参加2012年夏季奥林匹克运动会手球比赛，获得一枚铜牌。